# Madagaskar
Madagaskar, uradno Republika Madagaskar (malgaško Madagasikara, Repoblikan'i Madagasikara, francosko République de Madagascar) je otoška država, ki leži ob jugovzhodni obali Afrike. Je četrti največji otok na svetu, druga največja otoška država in 44. največja država na svetu. Njeno glavno in največje mesto je Antananarivo.
Madagaskar sestavljajo otok Madagaskar in številni manjši obrobni otoki. Po prazgodovinskem razpadu superceline Gondvane se je Madagaskar v zgodnji juri pred približno 180 milijoni let ločil od Afrike in pred približno 90 milijoni let, od Indijske podceline, kar je omogočilo avtohtonim rastlinam in živalim, da so se razvijale v relativni izolaciji; posledično je to žarišče biotske raznovrstnosti in ena od 17 megadiverzitetnih držav na svetu, kjer je več kot 90 % divjih živali endemičnih. Otok ima subtropsko do tropsko morsko podnebje.
Madagaskar so med ali pred sredino prvega tisočletja našega štetja prvič naselila avstronezijska ljudstva, ki so domnevno prispela s kanuji z oporniki iz današnje Indonezije. Okoli 9. stoletja našega štetja so se jim pridružili bantujski migranti, ki so prečkali Mozambiški preliv iz vzhodne Afrike. Druge skupine so se sčasoma naselile na Madagaskarju in vsaka je trajno prispevala k malgaškemu kulturnemu življenju. Pozneje je malgaška etnična skupina pogosto razdeljena na 18 ali več podskupin, od katerih so največje Merina v osrednjem višavju.
Do poznega 18. stoletja je otoku Madagaskarju vladala razdrobljena paleta spreminjajočih se družbenopolitičnih zavezništev. V začetku 19. stoletja se je večina plemičev Merina združila in vladala kot Kraljevina Merina. Monarhija se je leta 1897 končala s priključitvijo k Franciji, od katere se je Madagaskar osamosvojil leta 1960. Država je od takrat prestala štiri glavna ustavna obdobja, imenovana republike, od leta 1992 pa je bila urejena kot ustavna demokracija. Po politični krizi in vojaškem državnem udaru leta 2009 je Madagaskar doživel dolgotrajno tranzicijo proti svoji četrti in sedanji republiki, pri čemer je bilo januarja 2014 ponovno vzpostavljeno ustavno upravljanje.
Madagaskar je članica Združenih narodov (ZN), Afriške unije (AU), Južnoafriške razvojne skupnosti (SADC) in Organizacije Internationale de la Frankophonie. Malgaški in francoski jezik sta uradna jezika države. Krščanstvo je prevladujoča vera, s precejšnjo manjšino, ki še vedno izvaja tradicionalne vere. ZN Madagaskar uvrščajo med najmanj razvite države. Ekoturizem in kmetijstvo, skupaj z večjimi vlaganji v izobraževanje, zdravstvo in zasebno podjetništvo, so ključni elementi njene razvojne strategije. Kljub znatni gospodarski rasti od začetka 2000-ih so se razlike v dohodkih povečale, kakovost življenja pa je za večino prebivalstva še vedno nizka. Madagaskar doživlja nenehno lakoto, za katero strokovnjaki trdijo, da je prva, ki jo v celoti povzročajo podnebne spremembe.

## Etimologija
V malgaškem jeziku se otok Madagaskar imenuje Madagasikara (malgaška izgovorjava [madaɡasʲˈkʲarə̥]), njegovo prebivalstvo pa se imenuje Malgaši. Izvor imena je negotov in je verjetno tuje, saj so ga v srednjem veku razširili Evropejci. Če je temu tako, ni znano, kdaj so to ime sprejeli prebivalci otoka. Zdi se, da lokalno prebivalstvo za označevanje otoka ni uporabljalo nobenega imena v malgaškem jeziku, ki je obstajalo pred Madagasikaro, čeprav so imele nekatere skupnosti lastno ime za del ali vso zemljo, ki so jo poseljevali.
Ena hipoteza povezuje Madagaskar z besedo Malay, ki se nanaša na avstronezijsko poreklo Malgašev v današnji Indoneziji. Na zemljevidu Al-Idrizija iz leta 1154 se otok imenuje Gesira Malai ali 'malajski otok' v arabščini. Inverzija tega imena v Malai Gesira, kot so ga poznali Grki, naj bi bila predhodnik sodobnega imena otoka. Ime Malajski otok je bilo kasneje prevedeno v latinščino kot Malichu, skrajšana oblika Malai Insula, v srednjeveški Mappa Mundi iz Hereforda kot ime Madagaskarja.
Druga hipoteza je, da je Madagaskar pokvarjena transliteracija Mogadiša, glavnega mesta Somalije in pomembnega srednjeveškega pristanišča v Indijskem oceanu. To naj bi bilo posledica tega, da je beneški raziskovalec iz 13. stoletja Marco Polo zamenjal obe lokaciji v svojih spominih, v katerih omenja deželo Madageiscar južno od Sokotre. To ime bi potem Evropejci popularizirali na renesančnih zemljevidih.

## Zgodovina

### Zgodnje obdobje
Tradicionalno so arheologi ocenili, da so najzgodnejši naseljenci prispeli v zaporednih valovih v kanujih z oporniki iz južnega Bornea, verjetno v obdobju med 350 pr. n. št. in 550 n. št., medtem ko so drugi previdni glede datumov pred letom 250 n. št. V obeh primerih je zaradi teh datumov Madagaskar eno zadnjih večjih kopenskih mas na Zemlji, ki so ga ljudje poselili pred poselitvijo Islandije in Nove Zelandije. Domneva se, da so Ma'anyance kot delavce in sužnje pripeljali Javanci in Sumatranci-Malajci v svojih trgovskih flotah na Madagaskar. Datumi pred sredino prvega tisočletja našega štetja niso trdno podprti.
Ob prihodu so se zgodnji naseljenci ukvarjali s poljedelstvom, da bi izkrčili obalne deževne gozdove za gojenje. Prvi naseljenci so naleteli na obilico megafavne Madagaskarja, vključno s 17 vrstami velikanskih lemurjev, velikimi neletečimi pticami (vključno z verjetno največjo ptico, kar jih je kdaj obstajalo, Epiornis (Aepyornis maximus), orjaško foso (Cryptoprocta spelea) in več vrstami madagaskarskega povodnega konja, ki so od takrat izumrli zaradi lova in uničevanja habitata. Do leta 600 n. št. so skupine teh zgodnjih naseljencev začele krčiti gozdove v osrednjem višavju.
Arabski trgovci so prvič dosegli otok med 7. in 9. stoletjem. Val bantu govorečih migrantov iz jugovzhodne Afrike je prispel okoli leta 1000 n. št. Južnoindijski tamilski trgovci so prispeli okoli 11. stoletja. Predstavili so zebuja (Bos indicus), vrsto dolgorogega grbastega goveda, ki so ga redili v velikih čredah. Namakana riževa polja so bila razvita v osrednjem visokogorskem kraljestvu Betsileo in so bila stoletje pozneje razširjena s terasastimi polji po sosednjem kraljestvu Imerina. Naraščajoča intenzivnost obdelovanja zemlje in vse večje povpraševanje po paši zebujev sta do 17. stoletja v veliki meri spremenila osrednje višavje iz gozdnega ekosistema v travinje.
Ustne zgodovine ljudstva Merina, ki je morda prispelo v osrednje višavje pred 600 do 1000 leti, opisujejo srečanje z ustaljeno populacijo, ki so jo imenovali Vazimba. Verjetno potomci zgodnejšega in manj tehnološko naprednega avstronezijskega naselitvenega vala so Vazimbe v 16. in zgodnjem 17. stoletju asimilirali ali izgnali z višavja kralji Merina Andriamanelo, Ralambo in Andrianjaka. Danes duhove Vazimbe častijo kot tompontanije (prednike, gospodarje dežele) v številnih tradicionalnih malgaških skupnostih.

### Arabski in evropski stiki
Pisna zgodovina Madagaskarja se je začela z Arabci, ki so ustanovili trgovske postojanke vzdolž severozahodne obale vsaj do 10. stoletja in predstavili islam, arabsko pisavo (ki se uporablja za prepis malgaškega jezika v obliki pisave, imenovani sorabe), arabsko astrologijo in druge kulturne elemente.
Evropski stik se je začel leta 1500, ko je portugalski pomorski kapitan Diogo Dias opazil otok, medtem ko je sodeloval v 2. armadi portugalske indijske armade.
Matatana je bila prva portugalska naselbina na južni obali, 10 km zahodno od Fort Dauphina. Leta 1508 so tam naseljenci zgradili stolp, majhno vas in postavili kamniti steber. Ta naselbina je bila ustanovljena leta 1513 na ukaz podkralja portugalske Indije Jeronima de Azeveda.
Stiki so se nadaljevali od leta 1550. Kralj Ivan III. Portugalski in indijski podkralj sta odredila več kolonizacijskih in spreobrnjenskih misij, vključno z eno leta 1553, ki jo je izvedel Baltazar Lobo de Sousa. V tej misiji so po podrobnih opisih kronistov Diogo do Couto in João de Barros odposlanci dosegli notranjost celine preko rek in zalivov, izmenjali dobrine in celo spreobrnili enega od lokalnih kraljev.
Francozi so v poznem 17. stoletju ustanovili trgovske postaje vzdolž vzhodne obale. Od približno 1774 do 1824 je Madagaskar pridobil pomen med pirati in evropskimi trgovci, zlasti tistimi, ki so bili vpleteni v čezatlantsko trgovino s sužnji. Majhen otok Nosy Boroha ob severovzhodni obali Madagaskarja so nekateri zgodovinarji predlagali kot mesto legendarne piratske utopije Libertalije. Mnogi evropski pomorščaki so doživeli brodolom na obalah otoka, med njimi Robert Drury, čigar dnevnik je eden redkih pisnih prikazov življenja na južnem Madagaskarju v 18. stoletju.
Bogastvo, ustvarjeno s pomorsko trgovino, je spodbudilo vzpon organiziranih kraljestev na otoku, od katerih so nekatera do 17. stoletja postala zelo močna. Med njimi je bilo zavezništvo Betsimisaraka na vzhodni obali in Sakalava poglavarstva Menabe in Boina na zahodni obali. Kraljestvo Imerina, ki je bilo v osrednjem višavju s prestolnico v kraljevi palači Antananarivo, se je pojavilo približno v istem času pod vodstvom kralja Andriamanela.

### Kraljevina Merina
Ob svojem nastanku v zgodnjem 17. stoletju je bilo visokogorsko kraljestvo Imerina sprva manjša sila v primerjavi z večjimi obalnimi kraljestvi in je še oslabelo v zgodnjem 18. stoletju, ko ga je kralj Andriamasinavalona razdelil med svoje štiri sinove. Po skoraj stoletju vojskovanja in lakote je Imerino leta 1793 ponovno združil kralj Andrianampoinimerina (1787–1810). Iz svoje začetne prestolnice Ambohimanga in kasneje iz Rove Antananarivo je ta kralj Merine hitro razširil svojo oblast nad sosednjimi kneževinami. Njegovo ambicijo, da pod svojo oblast postavi celoten otok, je v veliki meri uresničil njegov sin in naslednik, kralj Radama I. (1810–28), ki ga je britanska vlada priznala za kralja Madagaskarja. Radama I. je leta 1817 z britanskim guvernerjem Mavricija sklenil pogodbo o odpravi donosne trgovine s sužnji v zameno za britansko vojaško in finančno pomoč. Odposlanci rokodelskih misijonarjev iz Londonske misijonarske družbe so začeli prihajati leta 1818 in so vključevali ključne osebnosti, kot so James Cameron, David Jones in David Griffiths, ki so ustanovili šole, prepisali malgaški jezik z uporabo rimske abecede, prevedli Sveto pismo in uvedli vrsto novih tehnologije na otok.
Naslednica Radama I., kraljica Ranavalona I. (1828–61), se je odzvala na naraščajoče politične in kulturne posege s strani Britanije in Francije z izdajo kraljevega odloka, ki je prepovedal krščanstvo na Madagaskarju in prisilil večino tujcev, naj zapustijo ozemlje. William Ellis iz Londonske misijonarske družbe je opisal svoje obiske med njeno vladavino v svoji knjigi Trije obiski Madagaskarja v letih 1853, 1854 in 1856. Kraljica je močno uporabljala tradicionalno prakso fanompoana (prisilno delo kot plačilo davka) za dokončati projekte javnih del in razviti stalno vojsko med 20.000 in 30.000 vojaki Merine, ki jih je napotila, da pomirijo obrobne regije otoka in dodatno razširijo kraljestvo Merina, da bi zajelo večino Madagaskarja. Prebivalci Madagaskarja so lahko drug drugega obtoževali različnih zločinov, vključno s krajo, krščanstvom in predvsem čarovništvom, za kar je bila rutinsko obvezna preizkušnja tangena. Med letoma 1828 in 1861 je tangena povzročila približno 3000 smrti letno. Leta 1838 je bilo ocenjeno, da je kar 100.000 ljudi v Imerini umrlo zaradi preizkušnje v tangeni, kar je predstavljalo približno 20 odstotkov prebivalstva. Kombinacija rednega vojskovanja, bolezni, težkega prisilnega dela in ostrih pravosodnih ukrepov je med njeno 33-letno vladavino povzročila visoko stopnjo umrljivosti med vojaki in civilisti; ocenjuje se, da se je prebivalstvo Madagaskarja med letoma 1833 in 1839 zmanjšalo s približno 5 milijonov na 2,5 milijona.
Med tistimi, ki so še naprej prebivali v Merini, sta bila Jean Laborde, podjetnik, ki je razvijal strelivo in drugo industrijo v imenu monarhije, ter Joseph-François Lambert, francoski pustolovec in trgovec s sužnji, s katerim je takratni princ Radama II. podpisal kontroverzni trgovinski sporazum, imenovan Lambertova listina. Radama II., ki je nasledil svojo mamo, je poskušal omiliti kraljičino strogo politiko, vendar sta ga dve leti pozneje strmoglavila premier Rainivoninahitriniony in zavezništvo dvorjanov Andriane (plemiča) in Hove (običajnega prebivalstva), ki so želeli odpraviti absolutno oblast monarha.
Po državnem udaru so dvorjani ponudili Radamini kraljici Rasoherini priložnost za vladanje, če bi sprejela dogovor o delitvi oblasti s predsednikom vlade: novo družbeno pogodbo, ki bi bila zapečatena s politično poroko med njima. Kraljica Rasoherina je sprejela, najprej se je poročila z Rainivoninahitrinionyjem, nato pa ga kasneje odstavila in se poročila z njegovim bratom, premierjem Rainilaiarivonyjem, ki se je nato zaporedno poročil s kraljico Ranavalono II. in kraljico Ranavalono III.. Med Rainilaiarivonyjevim 31-letnim mandatom predsednika vlade so bile sprejete številne politike za posodobitev in utrditev moči centralne vlade. Po celem otoku so bile zgrajene šole in udeležba je postala obvezna. Organizacija vojske je bila izboljšana in britanski svetovalci so bili zaposleni za usposabljanje in profesionalizacijo vojakov. Poligamija je bila prepovedana in krščanstvo, ki je bilo leta 1869 razglašeno za uradno vero dvora, je bilo sprejeto skupaj s tradicionalnimi verovanji med vse večjim delom prebivalstva. Pravni zakoniki so bili reformirani na podlagi britanskega običajnega prava in v glavnem mestu so bila ustanovljena tri sodišča v evropskem slogu. V svoji skupni vlogi vrhovnega poveljnika je Rainilaiarivony tudi uspešno zagotovil obrambo Madagaskarja pred več francoskimi kolonialnimi vpadi.

### Francoska kolonizacija
Predvsem na podlagi tega, da Lambertova listina ni bila spoštovana, je Francija leta 1883 vdrla na Madagaskar v tem, kar je postalo znano kot prva francosko-hovska vojna ali franko-malgaška vojna. Ob koncu vojne je Madagaskar Franciji odstopil severno pristaniško mesto Antsiranana (Diego Suarez) in plačal 560.000 frankov Lambertovim dedičem. Leta 1890 so Britanci sprejeli popolno formalno uvedbo francoskega protektorata na otoku, vendar vlada Madagaskarja ni priznala francoske oblasti. Da bi izsilili kapitulacijo, so Francozi decembra 1894 in januarja 1895 bombardirali in zasedli pristanišče Toamasina na vzhodni obali in Mahajanga na zahodni obali.
Letalska kolona francoske vojske je nato korakala proti Antananarivu, pri čemer je zaradi malarije in drugih bolezni izgubila veliko ljudi. Okrepitve so prišle iz Alžirije in podsaharske Afrike. Ko je kolona septembra 1895 dosegla mesto, je kraljevo palačo obstrelila s težkim topništvom, kar je povzročilo velike žrtve in kraljico Ranavalono III. prisililo, da se je predala. Francija je leta 1896 priključila Madagaskar in naslednje leto otok razglasila za kolonijo, razpustila monarhijo Merina in poslala kraljevo družino v izgnanstvo na otok Réunion in v Alžirijo. Dveletno uporniško gibanje, organizirano kot odgovor na francosko zavzetje kraljeve palače, je bilo konec leta 1897 dejansko zatrto.
Osvojitvi je sledilo deset let državljanske vojne zaradi vstaje Menalamba. »Pacifikacija«, ki jo je izvedla francoska administracija, je trajala več kot petnajst let kot odgovor na podeželske gverile, razpršene po vsej državi. Skupno je zatiranje tega odpora proti kolonialnim osvajanjem povzročilo več deset tisoč malgaških žrtev.
Pod kolonialno oblastjo so nastajali nasadi za pridelavo različnih izvoznih pridelkov. Suženjstvo je bilo odpravljeno leta 1896 in osvobojenih približno 500.000 sužnjev; mnogi so ostali na domovih svojih prejšnjih gospodarjev kot služabniki ali kot zakupniki; v mnogih delih otoka še danes obstajajo močni diskriminatorni pogledi proti potomcem sužnjev. V glavnem mestu Antananarivo so bili zgrajeni široki tlakovani bulvarji in zbirališča, kompleks palače Rova pa spremenjen v muzej. Zgrajene so bile dodatne šole, zlasti na podeželskih in obalnih območjih, kamor šole Merine niso dosegle. Izobraževanje je postalo obvezno med 6. in 13. letom in se osredotočalo predvsem na francoski jezik in praktične spretnosti.
Velikim podjetjem so bile podeljene ogromne rudarske in gozdarske koncesije. Domorodni poglavarji, zvesti francoski upravi, so prav tako dobili del zemlje. Uvedeno je bilo prisilno delo v korist francoskih podjetij, kmetje pa so bili z obdavčitvijo spodbujani k mezdnemu delu (zlasti v kolonialnih koncesijah) na škodo majhnih posameznih kmetij. Kolonialno obdobje pa so spremljala gibanja, ki so se borila za neodvisnost: Menalamba, Vy Vato Sakelika, Demokratično gibanje za prenovo Madagaskarja (MDRM). Leta 1927 so bile v Antananarivu organizirane velike demonstracije, predvsem na pobudo komunističnega aktivista Françoisa Vittorija, ki je bil zaradi tega zaprt. V tridesetih letih prejšnjega stoletja je malgaško protikolonialno gibanje dobilo dodaten zagon. Malgaški sindikalizem se je začel pojavljati v ilegali in ustanovljena je bila Komunistična partija regije Madagaskar. Toda leta 1939 je uprava kolonije razpustila vse organizacije, ki so se odločile za višijevski režim. Kolonialni režim je MDRM obtožil, da je izvor upora leta 1947, zato so jo preganjali z nasilno represijo.
Kraljeva tradicija Merine o davkih, plačanih v obliki dela, se je nadaljevala pod Francozi in uporabila za izgradnjo železnice in cest, ki povezujejo ključna obalna mesta z Antananarivom. Malgaške čete so se v prvi svetovni vojni borile za Francijo. V 1930-ih so nacistični politični misleci razvili Madagaskarski načrt, ki je otok opredelil kot potencialno mesto za deportacijo evropskih Judov. Med drugo svetovno vojno je bil otok prizorišče bitke za Madagaskar med vichyjevskimi Francozi in zavezniškimi ekspedicijskimi silami.
Okupacija Francije med drugo svetovno vojno je okrnila ugled kolonialne uprave na Madagaskarju in spodbudila rastoče gibanje za neodvisnost, kar je privedlo do malgaške vstaje leta 1947. To gibanje je vodilo Francoze, da so leta 1956 ustanovili reformirane institucije v skladu z Loi Cadre (Zakon o čezmorski reformi), Madagaskar pa se je mirno pomaknil proti neodvisnosti. Malgaška republika je bila razglašena 14. oktobra 1958 kot avtonomna država znotraj francoske skupnosti. Obdobje začasne vlade se je končalo s sprejetjem ustave leta 1959 in popolno neodvisnostjo 26. junija 1960.

### Samostojna država
Od ponovne osamosvojitve je Madagaskar prešel skozi štiri republike z ustreznimi spremembami svoje ustave. Za Prvo republiko (1960–72) pod vodstvom francosko imenovanega predsednika Philiberta Tsiranane je bilo značilno nadaljevanje močnih gospodarskih in političnih vezi s Francijo. Veliko tehničnih položajev na visoki ravni so zasedli francoski izseljenci, francoski učitelji, učbeniki in učni načrti pa so se še naprej uporabljali v šolah po vsej državi. Ljudska zamera nad toleranco Tsiranane do te 'neokolonialne' ureditve je navdihnila vrsto protestov kmetov in študentov, ki so leta 1972 strmoglavili njegovo upravo.
Gabriel Ramanantsoa, generalmajor v vojski, je bil istega leta imenovan za začasnega predsednika in premierja, vendar ga je leta 1975 premalo javnega odobravanja prisililo k odstopu. Polkovnik Richard Ratsimandrava, imenovan za njegovega naslednika, je bil umorjen šest dni po njegovem mandatu. General Gilles Andriamahazo je vladal po Ratsimandravi štiri mesece, preden ga je zamenjal drug vojaški imenovanec: viceadmiral Didier Ratsiraka, ki je uvedel marksistično-leninistično Drugo republiko, ki je potekala pod njegovim mandatom od 1975 do 1993.
To obdobje je zaznamovalo politično povezovanje z državami vzhodnega bloka in premik k gospodarski otoškosti. Te politike, skupaj z gospodarskimi pritiski, ki izhajajo iz naftne krize leta 1973, so povzročile hiter zlom gospodarstva Madagaskarja in močan upad življenjskega standarda, država pa je do leta 1979 popolnoma bankrotirala. Administracija Ratsirake je sprejela pogoje preglednost, protikorupcijski ukrepi in politike prostega trga, ki so jih vsilili Mednarodni denarni sklad, Svetovna banka in različni dvostranski donatorji v zameno za njihovo reševanje propadlega nacionalnega gospodarstva.
Ratsirakina upadajoča priljubljenost v poznih 1980-ih je dosegla kritično točko leta 1991, ko so predsedniški stražarji med shodom streljali na neoborožene protestnike. V dveh mesecih je bila ustanovljena prehodna vlada pod vodstvom Alberta Zafyja (1993–1996), ki je leta 1992 zmagal na predsedniških volitvah in slovesno uvedel Tretjo republiko (1992–2010). Nova ustava Madagaskarja je vzpostavila večstrankarsko demokracijo in delitev oblasti, ki je velik nadzor dala v roke državnemu zboru. Nova ustava je poudarila tudi človekove pravice, socialne in politične svoboščine ter prosto trgovino. Zafyjev mandat pa so zaznamovali gospodarski upad, obtožbe o korupciji in uvedba zakonodaje, s katero si je dal večja pooblastila. Posledično je bil leta 1996 obtožen in za tri mesece pred naslednjimi predsedniškimi volitvami je bil imenovan začasni predsednik Norbert Ratsirahonana. Ratsiraka je bil nato izglasovan nazaj na oblast na podlagi platforme decentralizacije in gospodarskih reform za drugi mandat, ki je trajal od 1996 do 2001.
Izpodbijane predsedniške volitve leta 2001, na katerih je na koncu zmagal takratni župan Antananariva Marc Ravalomanana, so leta 2002 povzročile sedemmesečni zastoj med podporniki Ravalomanane in Ratsirake. Negativni gospodarski vpliv politične krize je bil postopoma premagan s progresivno gospodarsko in politično politiko Ravalomanane, ki je spodbujala naložbe v izobraževanje in ekoturizem, omogočala neposredne tuje naložbe in gojila trgovinska partnerstva tako na regionalni kot mednarodni ravni. Nacionalni BDP je pod njegovo upravo rasel po povprečni stopnji 7 odstotkov na leto. V drugi polovici njegovega drugega mandata je bil Ravalomanana kritiziran s strani domačih in mednarodnih opazovalcev, ki so ga obtožili vse večjega avtoritarizma in korupcije.
Vodja opozicije in takratni župan Antananariva, Andry Rajoelina, je v začetku leta 2009 vodil gibanje, v katerem je bil Ravalomanana odrinjen z oblasti v neustavnem procesu, ki je bil na splošno obsojen kot državni udar. Marca 2009 je vrhovno sodišče Rajoelina razglasilo za predsednika visoke prehodne oblasti, začasnega upravnega organa, odgovornega za premikanje države proti predsedniškim volitvam. Leta 2010 je bila z referendumom sprejeta nova ustava, ki je vzpostavila Četrto republiko, ki je ohranila demokratično, večstrankarsko strukturo, vzpostavljeno v prejšnji ustavi. Hery Rajaonarimampianina je bil razglašen za zmagovalca predsedniških volitev leta 2013, ki jih je mednarodna skupnost ocenila za poštene in transparentne.
Leta 2018 je prvi krog predsedniških volitev potekal 7. novembra, drugi krog pa 10. decembra. Glavni kandidati na volitvah so bili trije nekdanji predsedniki in zadnji predsednik. V drugem krogu volitev je zmagal nekdanji predsednik Andry Rajoelina. Pred tem je bil predsednik od leta 2009 do 2014. Nekdanji predsednik Marc Ravalomana je izgubil drugi krog in ni sprejel rezultatov zaradi obtožb o goljufiji. Ravalomana je bil predsednik od leta 2002 do 2009. Zadnji predsednik Hery Rajaonarimampianina je v prvem krogu prejel zelo skromno podporo. Januarja 2019 je višje ustavno sodišče Rajoelina razglasilo za zmagovalca volitev in novega predsednika. Na parlamentarnih volitvah junija 2019 je stranka predsednika Andryja Rajoelina osvojila absolutno večino sedežev v državni skupščini. Dobila je 84 sedežev, privrženci nekdanjega predsednika Ravalomane pa le 16 sedežev od 151 sedežev državne skupščine. 51 poslanskih mest je bilo samostojnih ali zastopanih malih strank. Predsednik Rajoelina bi lahko vladal kot močan mož.
Novembra 2023 je bil Andry Rajoelina ponovno izvoljen za nov mandat z 58,95 % glasov v prvem krogu volitev sredi bojkota opozicije in polemike o njegovi pridobitvi francoskega državljanstva in kasnejši upravičenosti. Volilna udeležba je bila 46,36 %, kar je najmanj na predsedniških volitvah v zgodovini države.

## Geografija
Madagaskar je s 587.041 kvadratnimi kilometri 46. največja država na svetu, druga največja otoška država in četrti največji otok. Obsega še bližnja otoka Nosy Bé (293 km²) pred severozahodno obalo  in Noy Boraha (Ĭle Sante–Marie, 165 km²) pred vzhodno obalo.
Država leži večinoma med zemljepisnima širinama 12°S in 26°S ter dolžinami 43°V in 51°V. Sosednji otoki vključujejo francosko ozemlje Réunion in državo Mavricij na vzhodu ter državo Komori in francosko ozemlje Mayotte na severozahodu. Najbližja celinska država je Mozambik, ki je na zahodu.
Okoli 1600 km dolg in 600 km širok otok je po geološki zgradbi podoben Afriki. Prazgodovinski razpad superceline Gondvane je povzročil ločitev Vzhodne Gondvane (ki obsega Madagaskar, Antarktiko, Avstralijo in indijsko podcelino) in Zahodne Gondvane (Afrika–Južna Amerika) v jurskem obdobju, pred približno 185 milijoni let. Indo-madagaskarsko kopno se je ločilo od Antarktike in Avstralije pred približno 125 milijoni let, Madagaskar pa se je ločil od indijskega kopnega pred približno 84–92 milijoni let v času pozne krede. Ta dolga zgodovina ločenosti od drugih celin je omogočila, da so se rastline in živali na otoku razvijale v relativni izolaciji. Vzdolž vzhodne obale poteka ozko in strmo pobočje, ki vsebuje večino preostalega tropskega nižinskega gozda otoka. Zahodno od tega grebena leži planota v središču otoka z nadmorsko višino od 750 do 1500 m. To Centralno višavje Madagaskarja, tradicionalno domovina ljudstva Merina in lokacija njihove zgodovinske prestolnice Antananarivo, je najgosteje poseljen del otoka in zanj so značilne terasaste doline z rižem, ki ležijo med travnatimi griči in zaplatami subhumidnih gozdov, ki so prej pokrivali visokogorje. Zahodno od visokogorja se vse bolj suh teren postopoma spušča do Mozambiškega preliva in mangrovih močvirij ob obali.
Najvišji vrhovi Madagaskarja se dvigajo iz treh izrazitih visokogorskih masivov: najvišji je vrh Maromokotro 2876 m v masivu Tsaratanana, sledita mu Boby 2658 m v masivu Andringitra in Tsiafajavona 2643 m v masivu Ankaratra. Na vzhodu se višavje strmo spušča z zelo razčlenjenim robom proti obalni ravnini, kjer je več kot 100 km dolg niz obrežnih sipin in lagun. Na vzhodu je tudi Canal des Pangalanes, veriga umetnih in naravnih jezer, povezanih s kanali, ki so jih zgradili Francozi tik v notranjosti od vzhodne obale in potekajo vzporedno z njo približno 600 km.
Na zahodu se višavje spušča v obsežna razčlenjena hribovja iz erozijsko manj odpornih permskih in triasnih sedimentnih kamnin z nadmorsko višino 600 do 1000 m, ki se počasi znižujejo proti obali, kjer je 20 do 50 km široka, tudi zamočvirjena ravnina.
Zahodna in južna stran, ki ležita v padavinski senci osrednjega visokogorja, sta dom suhih listnatih gozdov, bodičastih gozdov ter puščav in kseričnega grmišča. Zaradi nižje gostote prebivalstva so suhi listopadni gozdovi Madagaskarja bolje ohranjeni kot vzhodni deževni gozdovi ali prvotni gozdovi osrednje planote. Zahodna obala ima veliko zaščitenih pristanišč, vendar je zamuljenje velik problem, ki ga povzročajo usedline zaradi visoke ravni celinske erozije, ki jo prenašajo reke, ki prečkajo široke zahodne nižine.

### Podnebje
Kombinacija jugovzhodnih pasatov in severozahodnih monsunov povzroči vročo deževno sezono (november–april) s pogosto uničujočimi cikloni in razmeroma hladnejšo suho sezono (maj–oktober). Deževni oblaki, ki izvirajo iz Indijskega oceana, odvajajo velik del vlage nad vzhodno obalo otoka; močne padavine podpirajo ekosistem deževnega gozda na tem območju. Osrednje višavje je bolj suho in hladnejše, medtem ko je zahod še vedno bolj suh, v jugozahodni in južni notranjosti otoka pa prevladuje polsuho podnebje.
Tropski cikloni povzročajo škodo na infrastrukturi in lokalnem gospodarstvu ter izgubo življenj. Leta 2004 je ciklon Gafilo postal najmočnejši zabeleženi ciklon, ki je prizadel Madagaskar. Neurje je ubilo 172 ljudi, 214.260 jih je ostalo brez strehe nad glavo in povzročilo več kot 250 milijonov USD škode. Februarja 2022 je ciklon Batsirai ubil najmanj 10 ljudi tedne po tem, ko je ciklon Ana ubil 55 ljudi in razselil 130.000 ljudi na otoku.

### Ekologija
Zaradi dolge izoliranosti otoka od sosednjih celin je Madagaskar dom različnih endemičnih rastlin in živali, ki jih ni nikjer drugje na Zemlji. Približno 90 % vseh rastlinskih in živalskih vrst na Madagaskarju je endemičnih. Zaradi te posebne ekologije so nekateri ekologi Madagaskar označili za »osmo celino«, Conservation International pa je otok uvrstila med vroče točke biotske raznovrstnosti. Madagaskar je uvrščen med 17 megadiverzitetnih držav. Država je dom sedmim kopenskim ekoregijam: nižinski gozdovi Madagaskarja, subhumidni gozdovi Madagaskarja, suhi listopadni gozdovi Madagaskarja, Madagaskarske erikoidne goščave, bodičasti gozdovi Madagaskarja, Madagaskarski sukulentni gozdovi in mangrove Madagaskarja.
Več kot 80 odstotkov od 14.883 rastlinskih vrst na Madagaskarju ni nikjer drugje na svetu, vključno s petimi družinami rastlin. Družina Didiereaceae, sestavljena iz štirih rodov in 11 vrst, je omejena na bodičaste gozdove jugozahodnega Madagaskarja. Štiri petine svetovnih vrst Pachypodium je endemičnih za otok. Tri četrtine od 860 vrst orhidej na Madagaskarju najdemo samo tukaj, prav tako šest od devetih vrst baobabov na svetu. Na otoku raste približno 170 vrst palm (Arecaceae), kar je trikrat več kot na celinski celini Afrike; 165 jih je endemičnih. Številne domače rastlinske vrste se uporabljajo kot zeliščna zdravila za različne bolezni. Zdravili vinblastin in vinkristin sta alkaloid vinka, ki se uporabljata za zdravljenje Hodgkinovega limfoma, levkemije in drugih vrst raka so izpeljane iz Madagaskarskega zelenika (Catharanthus). Popotnikova palma (Ravenala madagascariensis), lokalno znana kot ravinala in je endemična za vzhodne deževne gozdove, je ikona Madagaskarja in je prikazana na državnem grbu ter logotipu Air Madagascar.
Tako kot njegovo rastlinstvo je tudi živalstvo Madagaskarja raznoliko in kaže visoko stopnjo endemizma. Conservation International je lemurje označil za »glavno vrsto sesalcev na Madagaskarju«. V odsotnosti opic in drugih konkurentov so se ti primati prilagodili širokemu spektru habitatov in se razširili v številne vrste. Od leta 2012 je bilo uradno 103 vrst in podvrst lemurja, od katerih so jih 39 zoologi opisali med letoma 2000 in 2008. Skoraj vsi so razvrščeni kot redki, ranljivi ali ogroženi. Najmanj 17 vrst lemurjev je izumrlo, odkar so ljudje prispeli na Madagaskar, vsi pa so bili večji od preživelih vrst lemurjev.
Številni drugi sesalci, vključno s foso (Cryptoprocta ferox), so endemični za Madagaskar. Na otoku je zabeleženih več kot 300 vrst ptic, od katerih jih je več kot 60 odstotkov (vključno s štirimi družinami in 42 rodovi) endemičnih. Nekaj družin in rodov plazilcev, ki so dosegli Madagaskar, se je razširilo v več kot 260 vrst, od katerih je več kot 90 odstotkov endemičnih (vključno z eno endemično družino). Otok je dom dveh tretjin svetovnih vrst kameleonov, vključno z najmanjšimi (Brookesia nana) znanimi vrstami.
Madagaskarske endemične ribe vključujejo dve družini, 15 rodov in več kot 100 vrst, ki živijo predvsem v sladkovodnih jezerih in rekah otoka. Čeprav so nevretenčarji na Madagaskarju še vedno slabo raziskani, so raziskovalci ugotovili visoko stopnjo endemizma med znanimi vrstami. Vseh 651 vrst kopenskih polžev je endemičnih, tako kot večina otoških metuljev, hroščev skarabejev, čipkarjev, pajkov in kačjih pastirjev.

### Okoljska vprašanja
Človekova dejavnost ogroža pestro živalstvo in rastlinstvo Madagaskarja. Od prihoda ljudi pred približno 2350 leti je Madagaskar izgubil več kot 90 odstotkov svojih prvotnih gozdov. To izgubo gozdov v veliki meri spodbuja tavy, tradicionalna kmetijska praksa posekaj in zažgi, ki so jo na Madagaskar uvozili najzgodnejši naseljenci. Malgaški kmetje sprejemajo in ohranjajo to prakso ne le zaradi njenih praktičnih koristi kot kmetijske tehnike, temveč zaradi njenih kulturnih povezav z blaginjo, zdravjem in čaščenim običajem prednikov (fomba malagasy). Ko se je gostota prebivalstva na otoku povečala, se je pred približno 1400 leti začelo pospešeno krčenje gozdov. Do 16. stoletja je bilo osrednje višavje večinoma očiščeno svojih prvotnih gozdov. Novejši dejavniki, ki so prispevali k izgubi gozdne pokritosti, vključujejo rast čred govedi od njihove uvedbe pred približno 1000 leti, stalno odvisnost od oglja kot goriva za kuhanje in vse večjo pomembnost kave kot pridelka za prodajo v zadnjem stoletju. Madagaskar je imel leta 2019 indeks celovitosti gozdne krajine povprečno oceno 4,63/10, kar ga je uvrstilo na 119. mesto med 172 državami.
Po previdni oceni je bilo od 1950 do 2000 izgubljenih približno 40 odstotkov prvotnega gozdnega pokrova otoka, pri čemer so se preostale gozdne površine zredčile za 80 odstotkov. Poleg tradicionalne kmetijske prakse je ohranjanje prostoživečih živali izziv tudi zaradi nezakonite sečnje v zaščitenih gozdovih, kot tudi državno dovoljene sečnje dragocenega lesa v narodnih parkih. Čeprav ga je takratni predsednik Marc Ravalomanana od leta 2000 do 2009 prepovedal, je bilo zbiranje majhnih količin dragocenega lesa iz narodnih parkov ponovno dovoljeno januarja 2009 in dramatično okrepljeno pod upravo Andryja Rajoelina kot ključni vir državnih prihodkov za izravnavo rezov v podporo donatorjev po odstavitvi Ravalomanane.
Človeška populacija je prav tako vnesla invazivne vrste. Po odkritju azijske navadne krastače (Duttaphrynus melanostictus) leta 2014 na Madagaskarju, sorodnice vrste krastače, ki je od leta 1930 močno škodovala divjim živalim v Avstraliji, so raziskovalci opozorili, da bi lahko krastača »povzročila opustošenje edinstveni živalski vrsti države«. Uničenje habitata in lov je ogrozil številne endemične vrste ali jih pripeljal do izumrtja. Otoški slonji ptiči, družina endemičnih orjaških ratitov, so izumrli v 17. stoletju ali prej, najverjetneje zaradi človekovega lova na odrasle ptice in krivolova njihovih velikih jajc za hrano. Številne vrste velikanskih lemurjev so izginile s prihodom človeških naseljencev na otok, medtem ko so druge izumrle tekom stoletij, ko je naraščajoča človeška populacija povzročila večji pritisk na habitate lemurjev in med nekaterimi populacijami povečala stopnjo lova na lemurje za hrano. Ocena iz julija 2012 je pokazala, da je imelo izkoriščanje naravnih virov od leta 2009 hude posledice za divje živali na otoku: ugotovljeno je bilo, da 90 odstotkom vrst lemurjev grozi izumrtje, kar je največji delež v kateri koli skupini sesalcev. Od tega je bilo 23 vrst uvrščenih med kritično ogrožene. Študija iz leta 2023, objavljena v Nature Communications, je pokazala, da 120 od 219 vrst sesalcev, ki jih najdemo le na Madagaskarju, grozi izumrtje.
Leta 2003 je Ravalomanana objavil vizijo Durban, pobudo za več kot potrojitev zaščitenih naravnih območij otoka na več kot 60.000 km² ali 10 odstotkov kopenske površine Madagaskarja. Od leta 2011 so območja, ki jih varuje država, vključevala pet strogih naravnih rezervatov (Réserves Naturelles Intégrales), 21 rezervatov za divje živali (Réserves Spéciales) in 21 narodnih parkov (Parcs Nationaux). Leta 2007 je bilo šest narodnih parkov razglašenih za skupno območje svetovne dediščine pod imenom Rainforests of the Atsinanana. Ti parki so: narodni park Marojejy, narodni park Masoala, narodni park Ranomafana, narodni park Zahamena, narodni park Andohahela in narodni park Andringitra. Lokalni trgovci z lesom nabirajo redke vrste palisandra iz zaščitenih deževnih gozdov znotraj narodnega parka Marojejy in izvažajo les na Kitajsko za proizvodnjo luksuznega pohištva in glasbil.
Sredina leta 2021 je zaznamovala začetek lakote na Madagaskarju v letih 2021–2022, zaradi katere se je zaradi hude suše več sto tisoč ljudi soočilo s pomanjkanjem hrane, več kot milijon ljudi pa je bilo na robu lakote.
Analiza iz leta 2022 je pokazala, da bodo pričakovani stroški Madagaskarja za prilagajanje in preprečevanje okoljskih posledic podnebnih sprememb visoki.

## Gospodarstvo
BDP Madagaskarja je bil leta 2015 ocenjen na 9,98 milijarde USD, BDP na prebivalca pa 411,82 USD. Približno 69 odstotkov prebivalstva živi pod nacionalnim pragom revščine enega dolarja na dan. V obdobju 2011–2015 je bila povprečna stopnja rasti 2,6 %, vendar naj bi leta 2016 dosegla 4,1 % zaradi programov javnih del in rasti storitvenega sektorja. Kmetijski sektor je leta 2011 predstavljal 29 odstotkov malgaškega BDP, medtem ko je proizvodnja predstavljala 15 odstotkov BDP. Drugi viri rasti Madagaskarja so turizem, kmetijstvo in ekstraktivna industrija. Turizem se osredotoča na tržno nišo ekološkega turizma in izkorišča edinstveno biotsko raznovrstnost Madagaskarja, neokrnjene naravne habitate, narodne parke in vrste lemurjev. Ocenjuje se, da je leta 2008 Madagaskar obiskalo 365.000 turistov, vendar se je sektor med politično krizo zmanjšal s 180.000 turisti v letu 2010. Vendar sektor že nekaj let vztrajno raste; Leta 2016 je na otoku pristalo 293.000 turistov, kar je 20-odstotno povečanje v primerjavi z letom 2015; Za leto 2017 ima država cilj doseči 366.000 obiskovalcev, medtem ko naj bi za leto 2018 vladne ocene dosegle 500.000 turistov letno.
Otok je leta 2018 še vedno zelo revna država; ostajajo strukturne zavore v razvoju gospodarstva: korupcija in okovi javne uprave, pomanjkanje pravne varnosti in zaostalost zemljiške zakonodaje. Gospodarstvo pa raste že od leta 2011, z rastjo BDP, ki presega 4 % na leto; rastejo skoraj vsi ekonomski kazalniki, BDP na prebivalca je bil leta 2017 okoli 1600 $ (PPP), en najnižji na svetu, čeprav raste od leta 2012; zmanjšala se je tudi brezposelnost, ki je leta 2016 znašala 2,1 %[183] s 13,4 milijona delovne sile od leta 2017. Glavni gospodarski viri Madagaskarja so turizem, tekstil, kmetijstvo in rudarstvo.
Leta 2017 je revščina prizadela 92 % prebivalstva. Država je po kronični podhranjenosti četrta na svetu. Skoraj eden od dveh otrok, mlajših od pet let, zaostaja v rasti. Poleg tega je Madagaskar med petimi državami, kjer je dostop do vode za prebivalce najtežji. Po podatkih nevladne organizacije WaterAid dvanajst milijonov ljudi nima dostopa do čiste vode.

### Naravni viri in trgovina
Naravni viri Madagaskarja vključujejo različne kmetijske in mineralne proizvode. Kmetijstvo (vključno z gojenjem rafije), rudarstvo, ribištvo in gozdarstvo so glavni stebri gospodarstva. Leta 2017 so bili glavni izvozniki vanilija (894 milijonov USD), kovinski nikelj (414 milijonov USD), nageljnove žbice (288 milijonov USD), pleteni puloverji (184 milijonov USD) in kobalt (143 milijonov USD).[187]
Madagaskar je glavni svetovni dobavitelj vanilije, nageljnovih žbic in dišeče kanange (Cananga odorata tudi ylang-ylang). Otok dobavlja 80 % naravne vanilije na svetu. Drugi ključni kmetijski viri so kava, liči in kozice. Ključni mineralni viri vključujejo različne vrste dragih in poldragih kamnov in trenutno zagotavljajo polovico svetovne zaloge safirjev, ki so bili odkriti blizu Ilakake v poznih 1990-ih.
Madagaskar ima eno največjih zalog ilmenita (titanove rude) na svetu, pa tudi pomembne zaloge kromita, premoga, železa, kobalta, bakra in niklja. V rudarskem, naftnem in plinskem sektorju poteka več velikih projektov, za katere se pričakuje, da bodo močno spodbudili malgaško gospodarstvo. Ti vključujejo projekte, kot so rudarjenje ilmenita in cirkona v rudniku Mandena, ki ga izvaja Rio Tinto, pridobivanje niklja v rudniku Ambatovy blizu Moramange in njegovo predelavo blizu Toamasine, ki ga izvaja Sherritt International, [192] ter razvoj velikanskega kopenskega težke nafte. nahajališča v Tsimiroro in Bemolanga Madagascar Oil.
Izvoz je leta 2009 tvoril 28 odstotkov BDP. Večino izvoznih prihodkov država ustvari iz tekstilne industrije, rib in školjk, vanilije, nageljnovih žbic in drugih živil. Francija je glavna trgovinska partnerica države, čeprav imajo Združene države, Japonska in Nemčija tudi močne gospodarske vezi. Madagaskar-ZDA Poslovni svet je bil ustanovljen maja 2003 kot sodelovanje med USAID in malgaškimi obrtniki za podporo izvozu lokalnih rokodelskih izdelkov na tuje trge. Uvoz izdelkov, kot so živila, gorivo, investicijsko blago, vozila, potrošniško blago in elektronika, porabi približno 52 odstotkov BDP. Glavni viri uvoza Madagaskarja so Kitajska, Francija, Iran, Mavricij in Hongkong.

## Prebivalstvo
Kmetijstvo je dolgo vplivalo na naseljevanje otoka. Le 15 % od 24.894.551 prebivalcev države živi v 10 največjih mestih.
Leta 2021 je bilo prebivalstvo Madagaskarja ocenjeno na 29 milijonov, v primerjavi z 2,2 milijona leta 1900. Letna stopnja rasti prebivalstva na Madagaskarju je bila leta 2009 približno 2,9 odstotka.
Približno 42,5 odstotka prebivalstva je mlajšega od 15 let, 54,5 odstotka pa med 15. in 64. letom. Starejši od 65 let predstavljajo 3 odstotke celotnega prebivalstva. Po osamosvojitvi sta bila izvedena le dva splošna popisa, leta 1975 in 1993. Najbolj gosto poseljena območja otoka so vzhodno višavje in vzhodna obala, ki sta v najbolj dramatičnem kontrastu z redko poseljenimi zahodnimi nižinami.
| Antananarivo Toamasina | 1  | Antananarivo | Analamanga       | 1.275.207 | Antsirabe Mahajanga |
| Antananarivo Toamasina | 2  | Toamasina    | Atsinanana       | 326.286   | Antsirabe Mahajanga |
| Antananarivo Toamasina | 3  | Antsirabe    | Vakinankaratra   | 245.592   | Antsirabe Mahajanga |
| Antananarivo Toamasina | 4  | Mahajanga    | Boeny            | 244.722   | Antsirabe Mahajanga |
| Antananarivo Toamasina | 5  | Fianarantsoa | Haute Matsiatra  | 189.879   | Antsirabe Mahajanga |
| Antananarivo Toamasina | 6  | Toliara      | Atsimo-Andrefana | 169.760   | Antsirabe Mahajanga |
| Antananarivo Toamasina | 7  | Antsiranana  | Diana            | 131.165   | Antsirabe Mahajanga |
| Antananarivo Toamasina | 8  | Hell-Ville   | Diana            | 109.365   | Antsirabe Mahajanga |
| Antananarivo Toamasina | 9  | Sambava      | Sava             | 85.659    | Antsirabe Mahajanga |
| Antananarivo Toamasina | 10 | Taolagnaro   | Anosy            | 67.188    | Antsirabe Mahajanga |

## Naravne in kulturne znamenitosti
- Ambohimanga, prva prestolnica merinskih vladarjev. Nad mestom je z obzidjem obdana palača Rova (18. stol.) in grobovi vladarje. Je na seznamu Unescove dediščine.[80]
- Narodni park Andohahela, na jugovzhodu Madagaskarja, velikosti 760 km², obsega gorovje Anosy, najjužnejši del Madagaskarskega višavja in vsebuje zadnje vlažne deževne gozdove; izjemen je po ekstremih habitatih.
- Narodni park Andringitra (312 km²) je v regiji Haute Matsiatra, 47 kilometrov južno od Ambalavaa. Park je bil ustanovljen leta 1999 in ga upravlja Združenje nacionalnih parkov Madagaskarja. Leta 2007 je bil vpisan na seznam svetovne dediščine kot del deževnih gozdov Atsinanane.[81]
- Naravni rezervat Ankarana (182 km²) je zavarovano območje na severnem Madagaskarju, ustanovljeno leta 1956. Je majhna, delno poraščena planota, sestavljena iz 150 milijonov let starega srednjejurskega apnenca. Zaradi obilo padavin so bile spodaj ležeče kamnine erodirane, da so nastale jame in napajajo podzemne reke – kraška topografija.
- Antananarivo, gospodarsko in kulturno središče; slikovi zgornji del mesta z ozkimi stopnišči in uličicami ter ostanki kraljeve palače Rova iz 17. stol.; umetnostni in arheološki muzej.
- Narodni park Isalo (850 km²) je pokrajina iz peščenjaka, ki sta jo vetrna in vodna erozija razrezala na skalnate osamelce, planote, obsežne ravnice in do 200 m globoke kanjone. Obstajajo stalne reke in potoki ter številni sezonski vodotoki. Nadmorska višina se giblje med 510 in 1268 m.
- Narodni park Andasibe-Mantadia (155 km²) leži približno 150 km vzhodno od Antananariva in je sestavljen predvsem iz primarnih rastnih gozdov v regiji Alaotra-Mangoro v vzhodnem Madagaskarju. Nadmorska višina parka je od 800 do 1260 metrov, z vlažnim podnebjem. Povprečna letna količina padavin je 1700 mm, padavine padejo 210 dni v letu. Ta deževni gozd je habitat velike biotske raznovrstnosti vrst, vključno s številnimi endemičnimi redkimi vrstami in ogroženimi vrstami, vključno z 11 vrstami lemurjev. Dva sestavna dela parka sta nacionalni park Mantadia in rezervat Analamazoatra, ki je najbolj znan po populaciji največjega lemurja na Madagaskarju, indri. Narodni park je bil leta 2007 imenovan za del svetovne dediščine deževnih gozdov Atsinanana.[82] Vendar njegovi gozdovi niso bili izbrani na končni seznam.
- Narodni park Montagne d'Ambre (182 km²) je narodni park v regiji Diana na severnem Madagaskarju. Park je znan po svoji endemični flori in favni, vodnih slapovih in kraterskih jezerih. Je 1000 km severno od glavnega mesta Antananariva in je eno najbolj biološko raznolikih krajev na Madagaskarju s petinsedemdesetimi vrstami ptic, petindvajsetimi vrstami sesalcev in devetinpetdesetimi vrstami plazilcev.
- Nosy Mangabe je majhen otoški rezervat v zalivu Antongil, približno 2 km od obale mesta Maroantsetra na severovzhodu Madagaskarja. Dostopen je z majhnim čolnom in je del večjega kompleksa nacionalnega parka Masoala. Je del tropskega deževnega gozda za vrsto lemurja, madagaskarski dolgoprstež (Daubentonia madagascariensis ali aje-aje).
- Narodni park Tsingy de Bermraha se osredotoča na dve geološki formaciji: Veliki Tsingy in Mali Tsingy. Skupaj s sosednjim strogi naravni rezervat Tsingy de Bemaraha je narodni park Unescov seznam svetovne dediščine zaradi edinstvene geografije, ohranjenih mangrovih gozdov ter populacij divjih ptic in lemurjev.[83]

### Nesnovna kulturna dediščina
- 2023 - Hiragasy, uprizoritvena umetnost osrednjega višavja Madagaskarja [84]
- 2021 - Malgaški Kabary, malgaška oratorijska umetnost[85]
- 2008 - Lesno obrtniško znanje Zafimanije[86]